# Boboll

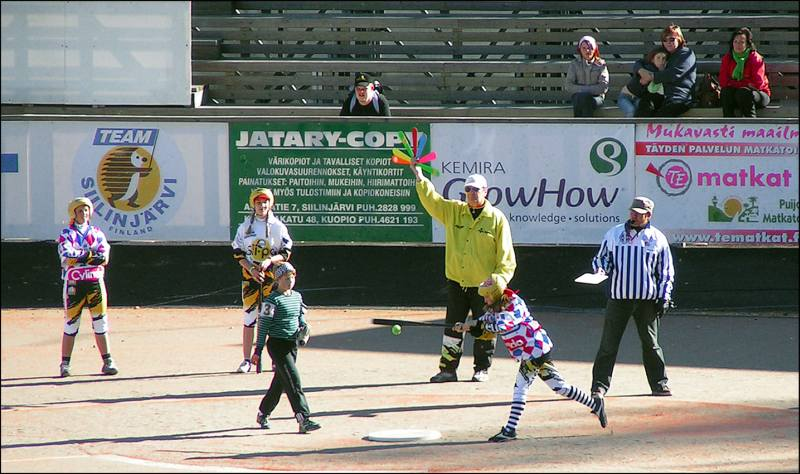
Flickor spelar boboll i Siilinjärvi, september 2006

Boboll (finska: pesäpallo) är en finländsk bollsport som spelas på grusplan mellan två niomannalag med slagträ och boboll, en liten genomgjuten boll. Sporten skapades av Lauri Pihkala i början av 1900-talet som en modernisering av det finländska spelet kungsboll genom lån från amerikansk baseball. Boboll anses ibland som Finlands nationalsport.
Boboll utövas i huvudsak i Finland men förekommer även i Estland (med vilket Finland hade landskampsutbyte på 1930-talet) och i Sverige (tack vare finländska emigranter). Boboll var uppvisningssport vid sommar-OS 1952 i Helsingfors.
Finlands bobollsförbund grundat 1931 är bobollens takorganisation i Finland och verkar för sportens idrottsliga utveckling, regelförändringar och seriesystem. Landets högsta divisioner (för damer och herrar) drivs av aktiebolaget Superpesis i samarbete med förbundet.
Den främsta ligan er Superpesis, som har båda herr- och damligor. Nivå 2 är Ykköspesis, nivå 3 är Suomensarja, och nivå 4 är Maakuntasarja. En all-star-match kallad Itä-Länsi-ottelu spelas varje år. Om vinteren spelas Talvisuper i innomhushallar.
En cup kallad Pesäpallon Suomen Cup blev spelad mellan 1969 och 1992.

## Historia
Bobollen, eller långboll som sporten ursprungligen kallades, har sitt ursprung i kungsbollspelet. Ett spel som till stor del liknar brännboll. Ett regelverk utformades 1914–1921 sedan Lauri "Tahko" Pihkala varit i USA och studerat baseboll och funnit att den i en vidareutvecklad form skulle passa som sport för den finländska befolkningen. Bobollen skapades 1922 och namnet kommer från de bon som är centrala i spelet. Finlands bobollsförbund bildades 1925.
En stor vadslagningsspelskandal skakade sporten på slutet av 1990-talet, med flera spelare inblandade.

## Boboll i Sverige
Intresset för boboll har tack vare finländska emigranter varit stort på många orter i Sverige. Sporten var som populärast på 1970- och 80-talen, med mästerskapsliga för både damer och herrar. Finlands bobollsförbunds Sverige-distrikt bildades på 1950-talet, kontakterna med moderförbundet var livliga under 1970- och 80-talen.
I samband med firandet av Finlands 100-årsjubileum 2017 inledde Superpesis den 22 april säsongerna på Zinkensdamms IP i Stockholm. Manse PP mötte Porin Pesäkarhut i en match i damernas Superpesis som slutade 2–1 (2–1, 1–2, 2–1) inför 482 åskådare och Joensuun Maila mötte Kouvolan Pallonlyöjät i en match i herrarnas Superpesis som slutade 1–2 (0–2, 1–0, 0–1) inför 1065 åskådare. Som konferencier fungerade Kaj Kunnas. Det var första gången som en officiell match i Superpesis ordnades utanför Finland. Säsongerna fortsatte dagen efter i spanska Fuengirola - en ort, likt Stockholm, med många utlandsfinländare.